# Klášter Koporin
Klášter Koporin je srbský pravoslavný klášter, stojící na okraji města Velika Plana. Byl založen roku okolo 1402 despotou Štěpánem Lazarevićem a zasvěcen byl sv. Štěpánovi. Samotný donátor je zobrazen na fresce v klášterním kostele a byl zde také roku 1427 pohřben. Klášter pozvolna chátral až do roku 1880, kdy bylo přistoupeno k první přestavbě, jenž skončila až v polovině 20. století. Roku 1979 byl klášter vyhlášen národní památkou.